# Chhatrapati

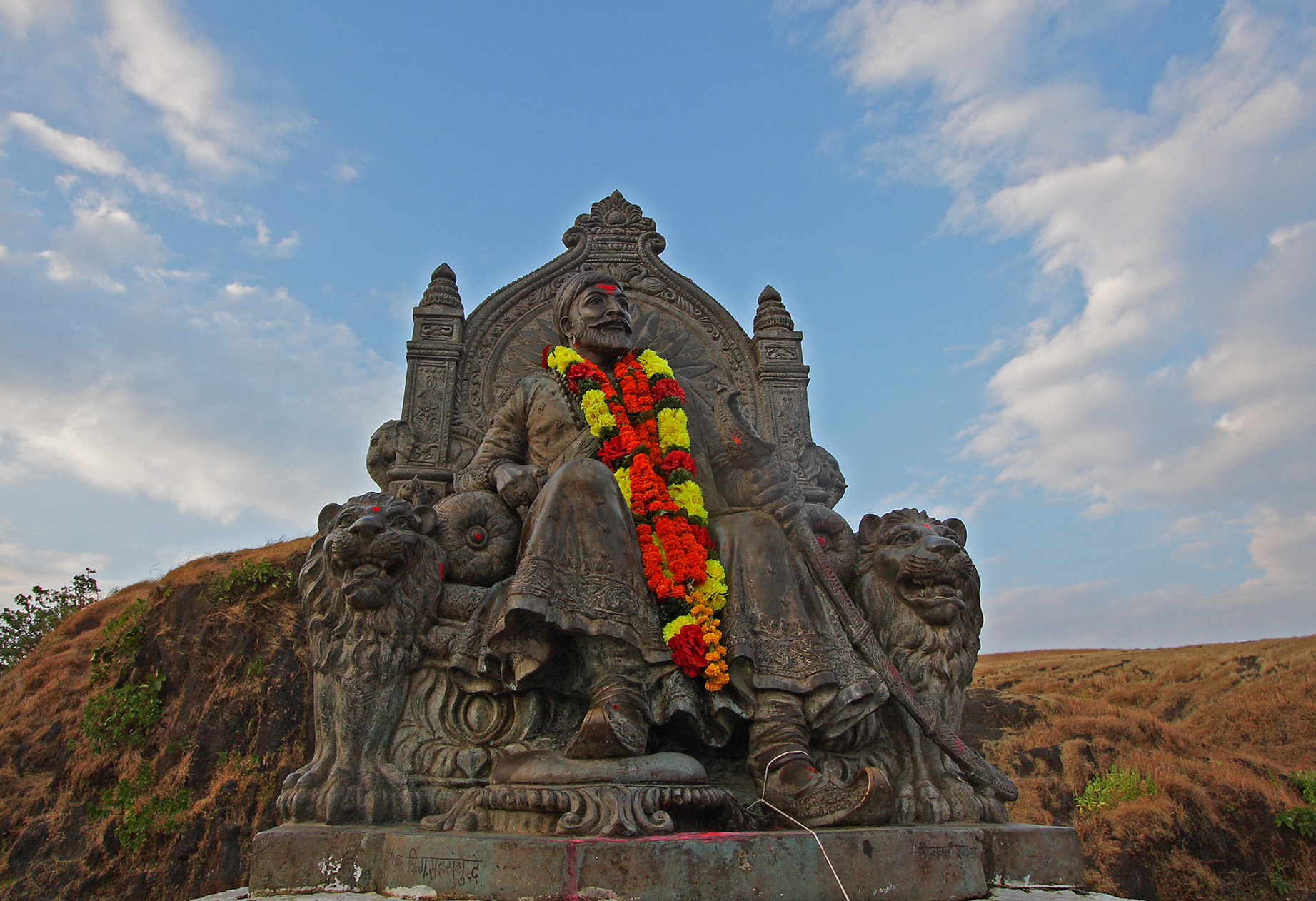
Statua di Shivaji nel forte di Raigad, Maharashtra

Chhatrapati (devanagari: छत्रपति) è un titolo reale indiano. Spesso inteso come equivalente di re o imperatore, e fu usato dai Maratha. La parola Chhatrapati è tatpurusha (nome composto) sanscrito di chhatra (ombrello o parasole) e pati (maestro, signore, governatore). Il parasole era considerato un simbolo di potere sovrano assoluto, o anche universale, ed era usato anche dai monarchi buddisti al di fuori dell'India.
Il titolo indica una persona che ha sovranità su altri principi ma non sui vassalli.
Invece, i titoli indiani di Maharaja o Raja, Yuvraj, Rajkumar, Kumar o  Senapati per lo più riflettono una serie di significati europei equivalenti a re, Principe ereditario, principe, a duca, conte o signore.
Shivaji lo adottò dal momento che altri titoli erano stati conferiti da altri regnanti e governanti supremi come gli Adilshahi o i Mughal.

## Elenco deiChhatrapati
- Shivaji
- Sambhaji
- Rajaram I
- Shivaji II
- Shahu